# Les Oluges
Les Oluges là một đô thị trong tỉnh Lleida, cộng đồng tự trị Cataluña Tây Ban Nha. Đô thị Les Oluges có diện tích là 19 ki-lô-mét vuông, dân số năm 2009 là 176 người với mật độ 9,26 người/km². Đô thị Les Oluges có cự ly km so với tỉnh lỵ Lleida.